# 4710 Wade
A 4710 Wade (ideiglenes jelöléssel 1989 AX2) a Naprendszer kisbolygóövében található aszteroida. Robert H. McNaught fedezte fel 1989. január 4-én.